# Яблоновские
Не путать с дворянским родом Яблонские.
Яблоновские (пол. Jabłonowscy) — древний польский дворянский и угасший (1925) жалованный княжеский род Речи Посполитой.
Дворянский род Яблоновских, герба Гржимала, относительно малоизвестный.

## История
В середине XVI века дворянский род Выхульских герба Прус III приобрёл на Галичине поместье Яблонов и принял прозвание Яблоновских.
Род происходит от Павла Яблоновского, из Яблонова на Мазовше (Млавский повет), коронного ротмистра, фамилия которого приписана к гербу Прус III и жившего в начале XVI века. Начало могуществу  рода положил полководец Станислав Ян Яблоновский (1634—1702), возведённый (1698) в личное княжеское Священной Римской империи достоинство. После смерти Яна Собеского он рассматривался, как один из кандидатов на польский престол.
Дочь Станислава Яна, Анна, — мать польско-литовского монарха Станислава Лещинского и бабка Марии Лещинской, королевы Франции. Сын же его Ян Станислав (1669—1731) — коронный гетман, автор любопытных записок о событиях своего времени.
Сыновья последнего Ян Каетан (1699—1764) и Станислав (1694—1754).  Из них первый, фельдмаршал в австрийской службе, выстроил новый костёл в Мариямполе, а второй основал капеллу Яблоновских в Ясногорской обители. Грамотой императора Карла VII возведены (19/30 апреля 1744) в наследственное княжеское достоинство Римской империи: воевода новогрудский Александр-Юзеф, вместе с тремя двоюродными братьями — воеводой раевским Станиславом—Винцентием, воеводой брацлавским Каэтаном и Дмитрием—Ипполитом.
От Станислава происходит старшая ветвь Яблоновских, которая после разделов Польши вступила в российское подданство. Его сын Антоний Барнаба выстроил по проекту Мерлини в центре Варшавы позднебарочный дворец Яблоновских, позднее служивший городской ратушей. Разрушенный во время Второй мировой войны, этот яркий памятник архитектуры был воссоздан на исходе XX века.
Сын Антония, Максимилиан, имел в русской службе чин обер-гофмейстера, а внук Антон подвергся репрессиям при расследовании дела декабристов. Со смертью его младшего брата Станислава († 1878) старшая ветвь князей Яблоновских угасла.
От младшего сына Яна Станислава, Дмитрия Александра, происходит бурштынская ветвь рода, которая просуществовала до 1920-х гг. в австрийском подданстве. За главой австрийской ветви жившей в Галиции, князем Матвеем Яблоновским, подтверждено (1820) княжеское Австрийской империи достоинство. Жена Марианна ушла от него к русскому генералу Сандерсу (по уверениям Вигеля, выиграна им в бильярд). Потомки Матвея и Марианны — некрупные галицкие помещики XIX века — не играли заметной роли в жизни страны.
Высочайше утверждённым мнением Государственного совета (29 марта 1844), Яблоновские подтверждены в княжеском достоинстве Российской империи.

## Описание герба

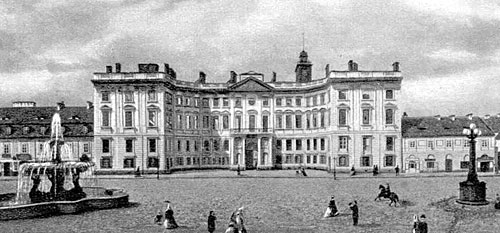
Варшавская ратуша на Театральной площади — бывший дворец Яблоновских

В щите четырёхпольном накинут щиток с княжеской короной, в серебряном поле которого чёрный орел, головою вправо, а на груди орла также щиток с шахматным голубо-серебряным полем. В полях щита: в первом, красном, серебряный полуторный крест; во втором, напол-разделенном, в правой красной половине, коса острием внутрь, а концом вниз; в левой же, голубой, половина подковы вверху с косой соединенной; в точке их соединения серебряный полуторный крест.
В третьем, красном поле, две косы накрест, острием внутрь, а концами вверх; в четвёртом же, голубом поле, золотая вооруженная нога, согнутая в колене и ступнёй обращённая вправо. Над щитом три шлема, средний с княжеской короной прямо, а крайние с графскими коронами к нему вполоборота, все три с золотыми решётками и с золотыми же на цепях висящими медалями. В навершии первого шлема золотая вооруженная рука, согнутая в локте и с обнаженным мечом, вправо; в навершии второго шлема чёрный двуглавый орёл, а в навершии третьего, такая же как в четвёртом поле вооруженная нога. Намёт, начиная от половины среднего шлема, с правой стороны красный, а с левой голубой, оба подложенные серебром. Щит, вместе со шлемами, покрыт княжеской мантией с горностаевым подбоем.